# Ruta de Illinois 242
La Ruta de Illinois 242, y abreviada IL 242 (en inglés: Illinois Route 242) es una carretera estatal estadounidense ubicada en el estado de Illinois. La carretera inicia en el sur desde la IL 142     en McLeansboro hacia el norte en la IL 15     en Wayne City. La carretera tiene una longitud de 30 km (18.67 mi).

## Mantenimiento
Al igual que las autopistas interestatales, y las rutas federales y el resto de carreteras estatales, la Ruta de Illinois 242 es administrada y mantenida por el Departamento de Transporte de Illinois por sus siglas en inglés IDOT.

## Cruces
La Ruta de Illinois 242 es atravesada principalmente por la  I 64     en Mayberry.